# Nina Lobova
Nina Romanivna (Lobova) Getsko (em ucraniano:Ніна Романівна (Лобова) Гецко, 20 de julho de 1957) é uma ex-handebolista soviética, campeã olímpica.

## Carreira
Ela fez parte da geração soviética campeã da primeira Olimpíada do handebol feminino, em Montreal 1976, com um total de 5 jogos.